# Matisia idroboi
Matisia idroboi är en malvaväxtart som beskrevs av José Cuatrecasas. Matisia idroboi ingår i släktet Matisia och familjen malvaväxter. Inga underarter finns listade i Catalogue of Life.